# Tsawwassen (British Columbia)
Tsawwassen ist ein ‒ vorwiegend zu Wohnzwecken genutzter ‒ Stadtteil von Delta in British Columbia (Kanada). Er liegt auf einer Halbinsel im Südwesten und bietet am südlichen Zipfel der Halbinsel den einzigen Zugang zu den Vereinigten Staaten. Dieser befindet sich in der 56. Straße und führt nach Point Roberts. Vom Tsawwassen Ferry Terminal verkehren Fähren zum Süden von Vancouver Island und zu den südlichen Gulf Islands. Die Fähren werden heutzutage von BC Ferries betrieben und die ersten Verbindungen wurden 1959 in Dienst genommen, um Fußgängern und Kraftfahrzeugen Zugang zu den genannten Zielen zu ermöglichen. Weil es vor Tsawwassen auch eine Untiefe (Roberts Bank) gibt, wurde der Fähranleger am Südwestende eines 3 km langen Dammes, der Teil des Highway 17 ist und direkt in der Straße von Georgia endet. Auch der Roberts Bank Superport befindet sich in der Nähe des Fährhafens. Der Boundary Bay Airport, ein wichtiger Schulungsort für Piloten von lokalen und internationalen Fluggesellschaften, der auch regionale Flüge und einen Hubschrauber-Service anbietet, ist nur 10 Minuten entfernt.
Im Nordwesten von Tsawwassen liegen die Ländereien der Tsawwassen First Nation („TFN“), einem Stamm aus dem Volk der Küsten-Salish, welche dieses Land seit mindestens 200 v. Chr besiedeln. Da sie durch europäische Siedler seit dem 19. Jahrhundert „ihres Landes, ihrer Rechte und ihrer Ressourcen beraubt“ wurden, besteht ihr Territorium aufgrund eines 2009 geschlossenen Vertrages mit der Provinz British Columbia aus einem Gebiet der Größe von 724 ha Land, welches durch die Strait of Georgia im Westen, dem Block 2600 im Norden, dem Block 4800 im Osten und durch den Block 1200 im Süden begrenzt wird. Gleichfalls zum Land der TFN gehört ein Teil des Wohngebiets von Stahaken über einen Erbbaurechtsvertrag mit der Staheken Developments Ltd. seit 1989 für 99 Jahre zum Tsawwassen Indian Reserve. Seitdem wurde es gemeinsam von der Stahaken Development Ltd. und der Gemeinde Delta erschlossen. Dies wurde als Modell für andere Viertel von Tsawwassen betrachtet. Die Einwohner von Stahaken werden von der Stahaken Homeowners Association vertreten.

## Etymologie
Tsawwassen stammt aus dem Halkomelem. Dort bedeutet sc̓əwaθən „Land am Meer“.

## Lage
Tsawwassen befindet sich am Nordende einer Halbinsel, die von der Strait of Georgia im Westen und der Boundary Bay im Osten umspült wird. Die Boundary Bay ist ein bedeutender Rastplatz für Zugvögel an der Pazifischen Zugroute. Für Erholungszwecke kann die Boundary Bay in Tsawwassen am Centennial Park erreicht werden. Es gibt dort einen ausgedehnten Rad- und Fußweg entlang der Bucht, der als Dyke bekannt ist.
Die südliche Grenze von Tsawwassen ist die Grenze zwischen Kanada und den Vereinigten Staaten, die dem 49. Breitengrad folgt. Nördlich von Tsawwassen liegt Ladner, das ebenso zur Stadt Delta gehört. Ladner und Tsawwassen bilden gemeinsam das allgemein zu South Delta zusammengefasste Gebiet. In Ladner befindet sich das Stadthaus von Delta. Polizeirevier und Krankenhaus versorgen sowohl Ladner als auch Tsawwassen.
Tsawwassens tiefster Punkt liegt knapp unterhalb des Meeresspiegels, der höchste liegt bei 70 m an der Grenze zu Point Roberts nahe der 56. Straße.
| Tsawwassen First Nation | Ladner (Delta)                              |              |
| Strait of Georgia       | Kompassrose, die auf Nachbargemeinden zeigt | Boundary Bay |
|                         | Point Roberts (Washington, USA)             |              |

## Geschichte
Tsawwassen und die Umgebung sind die angestammte Heimat und das traditionelle Siedlungsgebiet der Tsawwassen First Nation, eines Stamms der Küsten-Salish people, die das Gebiet seit über 4.200 Jahren besiedeln, wie die ältesten archäologischen Funde am English Bluff belegen. Dort wurden acht prähistorische Dörfer ausgegraben.
Die ersten Europäer, die Tsawwassen zu Gesicht bekamen, gehörten 1791 zur Expedition des Spaniers José María Narváez. Narvaez nannte die Halbinsel Point Roberts Isla de Zepeda und schrieb, „es gibt eine unglaubliche Menge Lachs und zahlreiche Indianer ... Sie sprechen eine komplett andere Sprache.“

## Verkehr
Tsawwassen ist in ein Netzwerk eingebaunden, dessen Straßen von Nord nach Süd und von Ost nach West verlaufen. Die von Ost nach West verlaufenden Avenuen beginnen mit der Zählung an der Grenze zu den USA. Die von Nord nach Süd verlaufenden Straßen werden nach der Sortierung der Gemeinde Delta nummeriert, die wiederum Teil des größeren Straßennetzes ist, welches von den britischen Royal Engineers im 19. Jahrhundert festgelegt wurde.
Die Schlagader von Tsawwassen ist die 56. Straße, welche den Highway 17 mit der Exklave Point Roberts im US-Bundesstaat Washington verbindet. Dort wird sie zum Tyee Drive. Sie verläuft durch das Haupt-Geschäftszentrum. Der Mittelpunkt befindet sich an der Kreuzung zur 12th Avenue. Der Grenzübergang ist der westlichste zwischen Kanada und den USA am 49. Breitengrad.
Die lokale Verkehrsgesellschaft für den Busverkehr in Tsawwassen ist TransLink. Es gibt vier Hauptlinien, die zur Haltestelle South Delta Exchange nahe dem South Delta Recreation Centre verkehren, wo viele Linien an der Bridgeport Station in Richmond beginnen: Die Linien 602, 603 und 604 verkehren werktags während der Hauptgeschäftszeit und verbinden direkt zur Bridgeport Station, wogegen die Linie 601 täglich über Ladner zu den Tsawwassen Mills verkehrt.
Die Linie 620 verbindet den Fährhafen von Tsawwassen mit der Haltestelle Ladner Exchange und schließlich der Bridgeport Station.
Kleinräumigere Verbindungen bestehen auf der Linie 609 (Tsawwassen First Nation), auf der Linie 614 (English Bluff und Beach Grove während der verkehrsarmen Zeiten) und auf der Linie 619 (Boundary Bay).
Vom Fährhafen von Tsawwassen aus betreibt BC Ferries mehrere Verbindungen, dabei werden folgende Ziele anfahren:

## Feiertag und Events

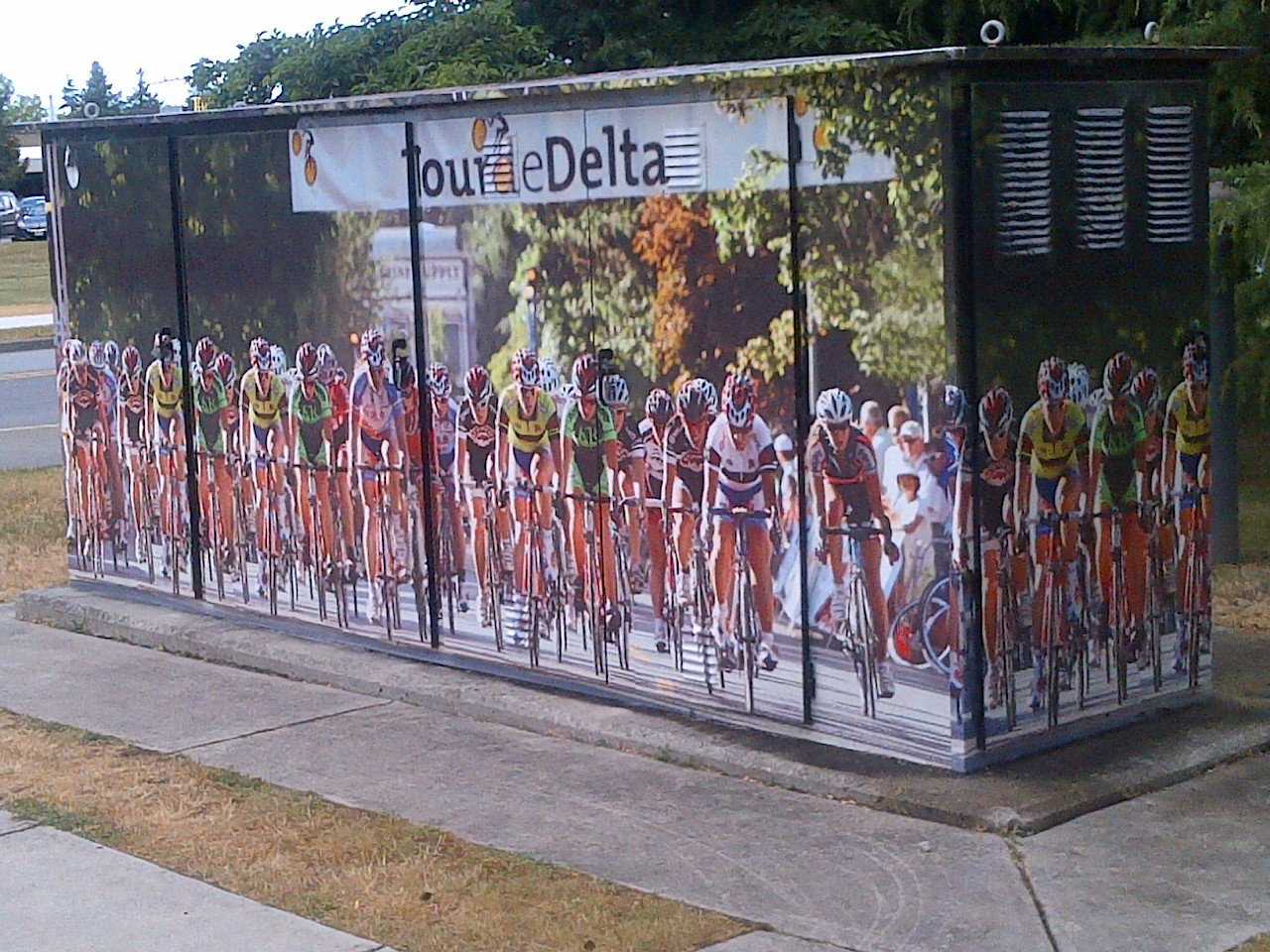
Plakat zum White Spot / Delta Road Race („Tour de Delta“) der Männer auf einer Trafostation an der Außenseite des Stadthauses von Delta

Seit 2001 spielt Tsawwassen eine wichtige Rolle bei der „Tour de Delta“, eines eintägigen Radrennens, das an einem Juli-Wochenende stattfindet, seit 2001 für Männer und seit 2011 für Frauen. Die Veranstaltung gipfelt in einem Rennen von North Delta über Ladner nach Tsawwassen, bei dem bei den Männern und Frauen mehrere Runden rund um Tsawwassen gefahren werden, bevor das Rennen im Diefenbaker oder im Winskill Park endet. Das Rennen wächst jährlich hinsichtlich Popularität und Umfang.
Der Ortsverband Tsawwassen / Boundary Bay des Lions Club veranstaltet einen Sonntags-Fahrzeugmarkt auf dem Ost-Parkplatz der Town Centre Mall, welche den Platz zur Verfügung stellt. Verkäufer der Autos parken diese dort, wo sie von Einheimischen und Durchreisenden nach Point Roberts begutachtet werden können. Dutzende Fahrzeuge und hunderte Kauflustige zieht dies sonntags aus dem gesamten Lower Mainland an.
In Anbetracht dessen, dass Tsawwassen als sonnereichster Punkt im Großraum Vancouver gilt, findet jährlich am langen August-Wochenende (British Columbia Day mit dem ersten Montag im August als Feiertag) das Sun Festival statt, wozu gewöhnlich eine Parade, Live-Musik und verschiedene Aktivitäten wie Kinderspiele, Essenszelte und Sportveranstaltungen. Jährlich gibt es ein Motto für das Ereignis, zu dem die Teilnehmer aufgerufen sind, in passender Kleidung zu erscheinen.

## Stadtviertel
- Boundary Bay, ein stilles ufernahes Viertel an der Boundary Bay zwischen dem Boundary Bay Regional Park und der kanadisch-us-amerikanischen Grenze. Es wurde in den 1890er Jahren als Sommersitz für wohlhabende Einwohner von Vancouver geschaffen. Einige der Original-Bauten sind erhalten, viele von ihnen renovierte und modernisierte Wohnhäuser, aber auch als zeitgenössisch-moderne Einfamilienhäuser und architektonisch interessante Promenaden-Wohnsitze. Zum Süden hin, von den Bewohnern „The Bay“ genannt, grenzt das Viertel an Maple Beach in Point Roberts (Washington). Ein Grenzübergang verband die Gemeinden am Beginn der 67. Straße, bis dieser in den 1970er Jahren geschlossen wurde. Zurzeit sind die Boundary Bay Road und der neuerdings eröffnete Southlands Boulevard die einzigen Zufahrtsstraßen zum Viertel.
- The Southlands, ein neues Viertel rund um ein Gehöft mit originalen Scheunen, einem historischen Bauernhaus und kleinen Geschäften, erstreckt sich von der Boundary Bay Road und der 3rd Avenue ziemlich genau bis zur Grenze der USA. Im Osten wird es durch das Viertel Boundary Bay, im Westen und Norden durch geschütztes Ackerland begrenzt.
- Beach Grove, am Ufer der Boundary Bay, setzt das Viertel Boundary Bay nach Norden hin fort. Es befindet sich östlich der 56. Straße, zwischen 12th und 17A Avenue.
- The Highlands, das Gebiet genau nordwestlich der Innenstadt von Tsawwassen, liegt hinter der Town Centre Mall und rund um den Highland Park.
- Pebble Hill ist das Gebiet rund um den Diefenbaker Park und den Pebble Hill Park.
- Tsawwassen Heights ist ein kleines Gebiet an der English Bluff Road, südlich der 1st Avenue. Beidseits der Straße stehen zwei Totempfähle als offizielles Tor zum Viertel.
- The Terrace ist ein terrassiertes Viertel zwischen der 56. Straße dem Tsawwassen Nature Reserve und der kanadisch-us-amerikanischen Grenze.
- English Bluff ist nach der Gegend entlang der English Bluff Road benannt, wo vielde der teuersten Wohnungen sich eines Meerblicks erfreuen.
- Stahaken ist ein Viertel, das ein großes Wohngebiet einnimmt, deren Grund der Tsawwassen First Nation gehört. Dieser Grund wurde für 99 Jahre an die Stahaken Development Ltd. vermietet und wird von der Gemeinde Delta unterhalten. Der aktuelle Vertrag läuft bis 2089.
- The Village; in Nachbarschaft zu Stahaken wurde das wohlhabende Viertel westlich der English Bluff Road mit Blick auf die Strait of Georgia errichtet. Am Wesley Drive markiert ein Totempfahl den Zugang zum Viertel.
- Tsatsu Shores ist ein großer Appartment-Komplex in Nachbarschaft zu English Bluff an den Ufern des Pazifik. Auch dieses Viertel wurde auf der Tsawwassen First Nation gehörendem Grund errichtet.
- Imperial Village bezeichnet ein großes Gebiet östlich der 52. Straße an der 16th Avenue.
- Forest-by-the-Bay ist ein Wohngebiet abseits von 56. Straße und 6th Avenue entlang des einzigen Friedhofs von Tsawwassen.
- Tsawwassen Springs ist ein kleines Viertel im Zentrum des Tsawwassen Golf & Country Club.

## Schulen
Die öffentlichen Schulen in Tsawwassen gehören zum School District 37 Delta. Tsawwassen hat nur eine öffentliche High School, die South Delta Secondary School (SDSS), früher unter dem Namen South Delta Senior Secondary geläufig.
Es gibt fünf öffentliche Elementary Schools in Tsawwassen: Cliff Drive, Pebble Hill, South Park, English Bluff und Beach Grove. Eine sechste, Boundary Beach (bis zur 3. Klasse), schloss im Juni 2009. Außerdem gibt es eine kleine französischsprachige Schule, die Ecole Du Bois-Joli, für Schüler, die zu Hause französisch sprechen.
Die Boundary Bay Elementary School, früher an der 56. Straße südlich der 12th Avenue gelegen, wurde bis zur 7. Klasse betrieben. Durch die Einzügigkeit handelte es sich um eine kleine Schule, die sich die Direktion mit der Boundary Beach Elementary School teilte. Die Klassen 3–7 der Boundary Beach wurden täglich mit Bussen dorthin gefahren. Die Schule wurde in den frühen 1990er Jahren geschlossen, das Land verkauft. Heute befindet sich dort ein Wohngebiet. Es gab auch eine Middle School, die Tsawwassen Junior Secondary (TJS), doch die geringe Nachfrage führte 1994 zu ihrer Schließung. Auch dieser Grund wurde vom School District verkauft und zu einem Wohngebiet entwickelt.
Private Schulen im Gebiet von Tsawwassen sind die Southpointe Academy, eine private K-12-Schule; die Delta Christian School in Ladner, eine christliche Schule bis zur 8. Klasse sowie die Sacred Heart Elementary in Ladner, eine katholische Schule bis zur 7. Klasse.

## Parks
In Tsawwassen gibt es viele öffentliche und Regional Parks; der Boundary Bay Regional Park, zu welchem der Centennial Beach gehört, wird vom Metro Vancouver Regional District (MVRD) verwaltet. Die folgenden Parks werden von Delta Parks & Recreation unterhalten, einem Eigenbetrieb der Gemeindeverwaltung:
- Diefenbaker Park – befindet sich an der Kreuzung von 56. Straße und 1st Avenue und wurde 1976 nach dem früheren kanadischen Premierminister John Diefenbaker benannt, bevor der Park 1980 vollendet wurde. Er ist der größte Park in der Gegend und bietet vielfältige Möglichkeiten – offene Bereiche und Erhebungen, einen Wasserfall, ein Hafenbecken und einen Teich, einen sehr großen Wald, Spielplätze, Sanitäranlagen und viele Gärten. Der steile Aufstieg von den umliegenden Straßen bis zum Zentrum des Parks macht ihn insbesondere während der selten in Tsawwassen vorkommenden Schneefälle beliebt, wenn Schlitten und Toboggans gefahren werden. Im Sommer 2011 wurde der Rotary WaterWorks Playground errichtet. Dieser Wasserspielplatz wurde unter Verwendung umweltfreundlicher Materialien gebaut. Dieses WaterWorks genannte Projekt entstand aus einer PPP zwischen der Gemeinde Delta und dem Rotary Club von Tsawwassen. Der Plan des Spielplatzes zeichnet die Geschichte des Ortes nach, einem Kiesabbau, dessen Ausbeute viel zum Ausbau von Tsawwassen beitrug.
- Pebble Hill Park – gelegen westlich der 52. Straße zwischen 2A Avenue und Milsom Wynd beherbergt große Sportplätze (Baseball und Fußball) und viele Waldwege. Über einer Zisterne wurden Tennisplätze eingerichtet.
- Fred Gingell Park – Tsawwassens neuester Park liegt an der English Bluff Road gleich südlich der 3rd Avenue. Er ist nach dem früheren MLA benannt, der South Delta im Parlament von British Columbia vertrat. Aufgrund eines Wegerechts (right-of-way) der BC Hydro errichtet, liegt dieser Park auf der Spitze einer hohen Klippe, von aus die Strait of Georgia, das Fähr-Terminal und Vancouver Island überschaut werden können. Auf der Klippe wurde eine Aussichtsplattform errichtet. Außerdem gibt es eine Treppe und einen Wanderweg, über die der unterhalb gelegene Tsawwassen Beach erreicht werden kann. Es handelt sich um den ersten (und einzigen) öffentlichen Zugang zum Strand, der als halbprivater Strandzugang zur Wertsteigerung  des Areals beitrug und eine Kontroverse auslöste. Einheimische, die die steile Treppe (oft mehrfach) hoch und runter laufen, um ihre Fitness zu steigern, nennen die hinabführenden Stufen oft „Tsawwassen Grind“ in Anlehnung an den Grouse Grind.[10]
- Winskill Park – liegt an der 56. Straße und der 9th Avenue und ist nach dem Spender der Liegenschaft benannt, der zu den alteingesessenen Familien von Tsawwassen gehörte. Dies ist der Sportpark in Tsawwassen für vielfältige Aktivitäten; es gibt mehrere Basketball-, Fußball- und Hockeyfelder. Ein Fußballfeld mit Kunstrasen wurde 2007 fertiggestellt. Außerdem sind ein Wanderweg, ein Discgolf-Bereich, Sanitäranlagen, ein Jugendzentrum, ein Spielplatz sowie das Winskill Aquatic Centre vorhanden.
- Dennison Park – liegt gegenüber der Highschool an der Ecke 53. Straße / 7A Avenue. Der Park beherbergte ursprünglich ein Freibad, wird jedoch jetzt vorrangig als Sportpark vom Football-Team der Highschool genutzt, außerdem für Fußball und Baseball. In der Nordhälfte des Parks wächst ein Wald.
- Village Park – ein sehr kleiner öffentlicher Park an Wesley Drive und Skana Drive enthält vor allem Grünflächen, beherbergt aber auch einen Spielplatz.
- Brandrith Park – ein weiterer Sportpark, welcher an die Cliff Drive Elementary School grenzt und in deren Nachbarschaft einen Spielplatz beherbergt, befindet sich an der Ecke 12th Avenue / Winskill Drive. Vorrangig wird hier Baseball gespielt, es gibt aber auch ein Fußballfeld und Tennisplätze. An der Rückseite des Parks liegt ein Wald.
- Highland Park – enthält meist offene Grünflächen und befindet sich an der Ecke 55. Straße / 13A Avenue mitten im Zentrum von Tsawwassen.
- Grauer Park – ein weiterer stark genutzter Park befindet sich an der 56. Straße und der 18th Avenue. Die Grünflächen hier sind sehr klein. Der Park ist bestens bekannt als Heimat des South Delta Rec Centre (mit Eisbahn, Curling-Spielfeld und Sporthalle). Das Kiwanis Longhouse (einst die Bibliothek von South Delta) liegt ebenfalls in diesem Park und ist heute eine Kunstgalerie. Außerdem gibt es einen Park-and-Ride-Platz, den Tsawwassen Skate Park und ein Lacrosse-Feld.
- Jackson Way Park – ist eigentlich eine Rasenfläche am Südende des Jackson Way.
- Beach Grove Park – besteht meist aus Wald und befindet sich an der Ecke Braid Road / 17A Avenue in Nachbarschaft zur Beach Grove Elementary School. Dieser Park enthielt einst ein riesiges Schachbrett, auf dem die Besucher mit den vorhandenen Figuren Schach spielen konnten; Tennisplätze sind gleichfalls vorhanden.
- Imperial Park – ist eine offene Fläche unterhalb des right-of-way der BC Hydro in Imperial Village an der Ecke Spyglass Crescent / Silverado Place. Er bietet ein Baseball-Feld, einen Spielplatz und einen sanften Hügel, der im Winter zum Rodeln und Tobogganfahren genutzt wird.
- Beach Grove Mini-Park – ist ein sehr kleiner öffentlicher Park am Beach Grove Court mit einem kleinen Spielplatz.
- View Crescent Park – ist eine sehr kleine Grünfläche an der Südwestecke des View Crescent bis zum Nordende an der Hunter Road, gelegen hinter einem Geschäftskomplex in der Innenstadt von Tsawwassen.

Die folgenden Parks werden nicht offiziell durch die Gemeinde Tsawwassen anerkannt, liegen gleichwohl in deren Grenzen:
- Wildwood Crescent Mini-Park
- Woodland Park
- Tsawwassen Nature Reserve

## Historische Straßennamen
Im Folgenden sind die aktuellen Straßennamen zuerst genannt.
- 1st Avenue – Summer Avenue
- 2nd Avenue (von der English Bluff Road bis etwa zum Murphy Drive) – Autumn Avenue
- 4th Avenue (52. Straße bis 56. Straße) – Rawlins Road
- 6th Avenue – Allen Road
- 8th Avenue – Cemetery Road
- 12th Avenue (English Bluff Road bis 56. Straße) – Raitt Road
- 16th Avenue / Springs Boulevard (westlich der 52. Straße) – Brandrith Road
- 16th Avenue (östlich der Straße 53A) – Herd Road
- English Bluff Road – 48. Straße
- 52. Straße (12th Avenue bis 28th Avenue) – Imperial Road
- 56. Straße (südlich der 12th Avenue) – Point Roberts Road
- Arthur Drive / 53. Straße (nördlich der 28th Avenue) – Slough Road

Außerdem gibt es die historische Boundary Bay Road, welche heute folgende Straßen umfasst:
- 28th Avenue (53. Straße bis 56. Straße)
- 56. Straße (28th Avenue bis 12th Avenue)
- 12th Avenue (56. Straße bis zur Beach Grove Road)

Von hier aus wird der Abschnitt erreicht, der schon immer als Boundary Bay Road bezeichnet wurde.
In Nachbarschaft der Boundary Bay wurde so gut wie jede nummerierte Straße historisch anders bezeichnet:
- 1A Avenue (Straße 65B bis Centennial Parkway) – Mable Street
- 3rd Avenue (Boundary Bay Road bis Centennial Parkway) – Gunn Road
- 4th Avenue – Montgomery Road
- Straße 65B – Jordan Road
- 66. Straße – Mack Avenue
- Straße 66A – Old Cammidge Avenue
- 67. Straße – Major Avenue
- Straße 67A – Alexander Avenue

## Telekommunikation
Tsawwassen wurde ursprünglich wie die gesamte Gemeinde Delta durch Delta Cable (seit dem Verkauf an Eastlink) mit TV- und kabelgestützten Internet-Diensten versorgt; heute bietet auch Shaw and Telus diese Dienste an.
Wie in ganz British Columbia werden die notwendigen Telefondienste durch Telus angeboten; die Vorwahlen von Tsawwassen sind 604 und 778 – wobei die letztere vorrangig für Mobiltelefone gilt. Die ursprünglich für Tsawwassen zuständige Vermittlungsstelle hatte den Code 943, doch wurde mit dem Bevölkerungswachstum in den frühen 1990er Jahren ein neuer Code (948) eingeführt. Seitdem wurden weitere neue Codes eingeführt, und die Portabilität der örtlichen Nummern hat die traditionelle Vermittlung überlagert. Telefongespräche innerhalb von Tsawwassen oder der gesamten Region 604/778 müssen den Prozess des Ten-Digit-Dialing ermöglichen.

## Einzelhandel
In Tsawwassen ist das größte Einkaufszentrum von South Delta (Tsawwassen Town Centre Mall) zu Hause. Ein neuer Geschäftskomplex (Northgate) wurde 2016 fertiggestellt. In diesem Jahr begann auch die Erschließung des Southlands Market Square. Beide Projekte wurden von der Century Group gesteuert.
Im Oktober 2016 öffneten die Tsawwassen Mills in der Nachbargemeinde Tsawwassen First Nation, westlich von Tsawwassen gelegen.

## Klima
Tsawwassen ist für sein vergleichsweise trockenes und sonniges Klima innerhalb des Metro Vancouver Regional District bekannt. So fallen hier z. B. etwa 40 % weniger Niederschläge als in der Innenstadt von Vancouver und weniger als die Hälfte derer in North Vancouver. Hier herrscht ein sommerwarmes Mediterranes Klima (Csb nach Köppen und Geiger) mit kühleren Sommern und milderen Wintern als in anderen Gebieten an der kanadisch-US-amerikanischen Grenze. Es gibt hier die mildesten Winter und die geringste jährliche Variation der Lufttemperatur in Kanada.
|                        | Jan   | Feb  | Mär  | Apr  | Mai  | Jun  | Jul  | Aug  | Sep  | Okt   | Nov   | Dez   |   |       |
| Mittl. Temperatur (°C) | 5,1   | 5,8  | 7,7  | 10,4 | 13,4 | 16,0 | 17,9 | 17,9 | 15,3 | 11,2  | 7,5   | 5,1   | ⌀ | 11,1  |
| Mittl. Tagesmax. (°C)  | 7,2   | 8,2  | 10,5 | 13,5 | 16,8 | 19,6 | 21,7 | 21,5 | 18,4 | 13,4  | 9,5   | 7,1   | ⌀ | 14    |
| Mittl. Tagesmin. (°C)  | 2,9   | 3,3  | 4,9  | 7,2  | 9,8  | 12,3 | 14,0 | 14,3 | 12,0 | 8,9   | 5,5   | 3,0   | ⌀ | 8,2   |
|                        |       |      |      |      |      |      |      |      |      |       |       |       |   |       |
| Niederschlag (mm)      | 134,6 | 80,4 | 78,5 | 67,9 | 52,2 | 42,6 | 30,5 | 28,7 | 39,8 | 101,3 | 145,1 | 125,9 | Σ | 927,5 |
|                        |       |      |      |      |      |      |      |      |      |       |       |       |   |       |
| Regentage (d)          | 18,5  | 14,3 | 15,5 | 14,2 | 11,7 | 9,7  | 6,2  | 5,6  | 6,7  | 15,2  | 18,8  | 18,6  | Σ | 155   |

| 2,9 |

| 3,3 |

| 4,9 |

| 7,2 |

| 9,8 |

| 12,3 |

| 14,0 |

| 14,3 |

| 12,0 |

| 8,9 |

| 5,5 |

| 3,0 |

| 2,9 |

| 3,3 |

| 4,9 |

| 7,2 |

| 9,8 |

| 12,3 |

| 14,0 |

| 14,3 |

| 12,0 |

| 8,9 |

| 5,5 |

| 3,0 |

| N i e d e r s c h l a g | 134,6 | 80,4 | 78,5 | 67,9 | 52,2 | 42,6 | 30,5 | 28,7 | 39,8 | 101,3 | 145,1 | 125,9 |
|                         | Jan   | Feb  | Mär  | Apr  | Mai  | Jun  | Jul  | Aug  | Sep  | Okt   | Nov   | Dez   |

## Bezüge zur Pop-Kultur

### Film
Aufgrund der Zugehörigkeit zur Region Greater Vancouver, des drittgrößten Zentrums für Film- und Fernsehproduktionen in Nordamerika nach New York und Los Angeles, kam Tsawwassen über die Jahre in zahlreichen hochkarätigen Kinofilmen und Fernsehproduktionen vor. Dazu gehören:

#### Drehorte
- Mörderischer Vorsprung (1988)
- Bill & Ted’s verrückte Reise in die Zukunft (1991) – der Innenbereich der Town Centre Mall war in diesem Film Schauplatz.
- Akte X – Die unheimlichen Fälle des FBI (1993–2002) – einige Episoden wurden teilweise in Tsawwassen gedreht.
- Jumanji (1995) – alle Szenen im „Sir Save-A-Lot“ wurden in einem ehemaligen Supermarkt der Kette SuperValu an der Ladenzeile Delta Fair Mall gedreht, welcher an der Südwestecke von 56. Straße und 12th Avenue lag. Die gesamte Zeile wurde inzwischen abgerissen und durch einen Markt der Kette Safeway (seit dem Verkauf an Save-On-Foods im März 2014) ersetzt. An einer Kreuzung nahe des Diefenbaker Park wurde eine Szene mit einer Stampede gefilmt.
- Da Vinci’s Inquest (CBC, 1998) – verschiedene Örtlichkeiten
- Smallville (2001–2010) – verschiedene Episoden wurden sowohl in Tsawwassen als auch gerade außerhalb am Deltaport Way nahe dem Deltaport Container Port gefilmt.
- Insomnia – Schlaflos (2002) – die Szenen in der Hütte, in der Al Pacino schlief, wurden in Wirklichkeit in einem ungenutzten Raum gefilmt, der zuvor von Restaurants wie Timothy's, The Manor und anderen belegt war. Er liegt an der nordöstlichen Ecke von 12th Avenue und 55. Straße; heute ist es der Sitz der Immobilienagentur Century Holdings.
- X-Men: Der letzte Widerstand (2006) – der Ort von Jean Greys Elternhaus befindet sich im Viertel Imperial Village am Golf Club Drive.
- Snakes on a Plane (2006) – der Ort des illegalen Treibhauses der Schlangen-Dealer wurde an der Grenze von Tsawwassen und Ladner nahe dem Deltaport Way und dem Arthur Drive aufgenommen.
- Sind wir endlich fertig? (2007) – ein Teil wurde am Pacific Drive nahe dem Wesley Drive gefilmt.
- The Sandlot: Heading Home (2007) – wurde im Dennison Park gefilmt.
- Kickin' It Old Skool (2007) – eine Außenszene wurde im Parkhaus Thrifty Foods (an der 12th Avenue) aufgenommen. Mehrere Innenraumszenen wurden in der Tsawwassen Town Centre Mall (56. Straße und 12th Avenue) und in den Pacific Rim Performing Arts Studios am Century Square (56. Straße und 18th Avenue) gedreht.
- Juno (2007) – die Szenen, in denen Juno am Straßenrand in Tränen ausbricht, wurden entlang des Deltaport Way nahe der Straße 46A am Übergang zur Farm gedreht; die Titelszene („Summer“) wurde im Diefenbaker Park gefilmt.
- Battlestar Galactica (2004–2009) – die Schlussszene des Finales der mittleren Staffel (Revelations) zeigt die Überreste einer am Meer gelegenen Stadt, die durch einen Atomkrieg zerstört wurde. Sie wurde an der Boundary Bay in Tsawwassen, am Centennial Beach gedreht.
- Hellcats (2011) – die Apothekenszene spielt in der Wellspring Health.
- Child Bride (2019) – wurde vornehmlich in Tsawwassen gedreht.

#### Schauplatz für Filme
- Scorn (2000) – ein kanadischer Fernsehfilm, welcher von der CBC ausgestrahlt wurde, der vornehmlich von Darren Huenemann und seinen Taten handelte, die möglicherweise zu einem aufsehenerregenden Mord in den frühen 1990er Jahren führten.

### Musik
- Die Punk-Band d.b.s. aus North Vancouver schrieb einen Song „Tsawwassen“, der 1999 auf ihrem Album If Life Were a Result, We'd All Be Dead veröffentlicht wurde.

## Persönlichkeiten
- Dylan Ainsworth, ehemaliger Defensive Lineman der Saskatchewan Roughriders in der Canadian Football League (CFL)
- Mike Dopud, Schauspieler, Stuntman und ehemaliger Running Back der Saskatchewan Roughriders in der CFL[15]
- Irving K. Barber, Industrieller und Philanthrop
- Jason DaSilva, Filmschaffender
- Jerry Doucette, Musiker
- Brendan Gallagher, Stürmer der Montreal Canadiens in der National Hockey League (NHL)
- Harald Hasselbach, ehemaliger Lineman der Denver Broncos in der NFL
- Brandon McMillan, Stürmer der KHL Medveščak Zagreb in der Kontinentalen Hockey-Liga (KHL)
- Lochlyn Munro, Schauspieler (Riverdale, 2017)
- Neil Osborne, Sänger der Band 54-40
- Brent Seabrook, Verteidiger der Chicago Blackhawks in der NHL
- Ashley Spires, Kinderbuchautorin und -illustratorin[16]